# Sunjo de Joseon
Sunjo (n. 18 iunie 1790, Seul, Dinastia Joseon – d. 13 noiembrie 1834, Gyeonghuigung⁠(d), Coreea de Sud), r.1800-1834, a fost al 23-lea rege al  Dinastiei Joseon. El s-a născut ca al doilea fiu al regelui Jeongjo cu concubina sa, Park Su-Bin. În 1800, el accede la tron după moartea tatălui său, Regele Jeongjo. Fratele său, Prințul Munhyo moare cu un an înaintea regelui Jeongjo. În 1802, el se căsătorește cu Doamna Kim din clanul Andong Kim cunoscută postum ca Regina Sunwon, fiica lui Kim Jo-Sun, liderul clanului Andong Kim.
Deoarece el avea 11 ani când a urcat pe tron, Regina Jeongsun din clanul Gyeongju Kim, a doua soție a Regelui Yeongjo, a condus ca și regentă.

## Familie
- Tata: Regele Jeongjo (정조, n.28 octombrie 1752 - d.18 august 1800)
- Mama: Nobila Consoarta Regala Su din clanul Bannam Park (수빈 박씨, n.8 mai 1770 - d.26 decembrie 1822)[1]
- Consoarte:

1. Regina Sunwon din clanul Andong Kim (순원왕후 김씨, n.8 iunie 1789 - d.21 septembrie 1857)[2][3]
  1. Yi Yung, Prințul Moștenitor Hyomyeong (효명 세자; 18 Septembrie 1809 – 25 Iunie 1830), primul fiu
  2. Prințesa Myeongon (명온공주; 1810 – 1832), prima fiica
  3. Prințesa Bokon (복온공주; 1818–1832), a treia fiica
  4. Al doilea fiu (1820 – 1820)
  5. Prințesa Deokon (덕온공주; 1822–1844), a patra fiică
2. Consoarta Suk-ui din clanul Miryang Park (숙의 박씨)
  1. Prințesa Yeongon (영온옹주), a foua fiică